# Otinotus mysorensis
Otinotus mysorensis är en insektsart som beskrevs av Ananthasubramanian 1980. Otinotus mysorensis ingår i släktet Otinotus och familjen hornstritar. Inga underarter finns listade i Catalogue of Life.